# Hafenspeicher Frankfurt (Oder)

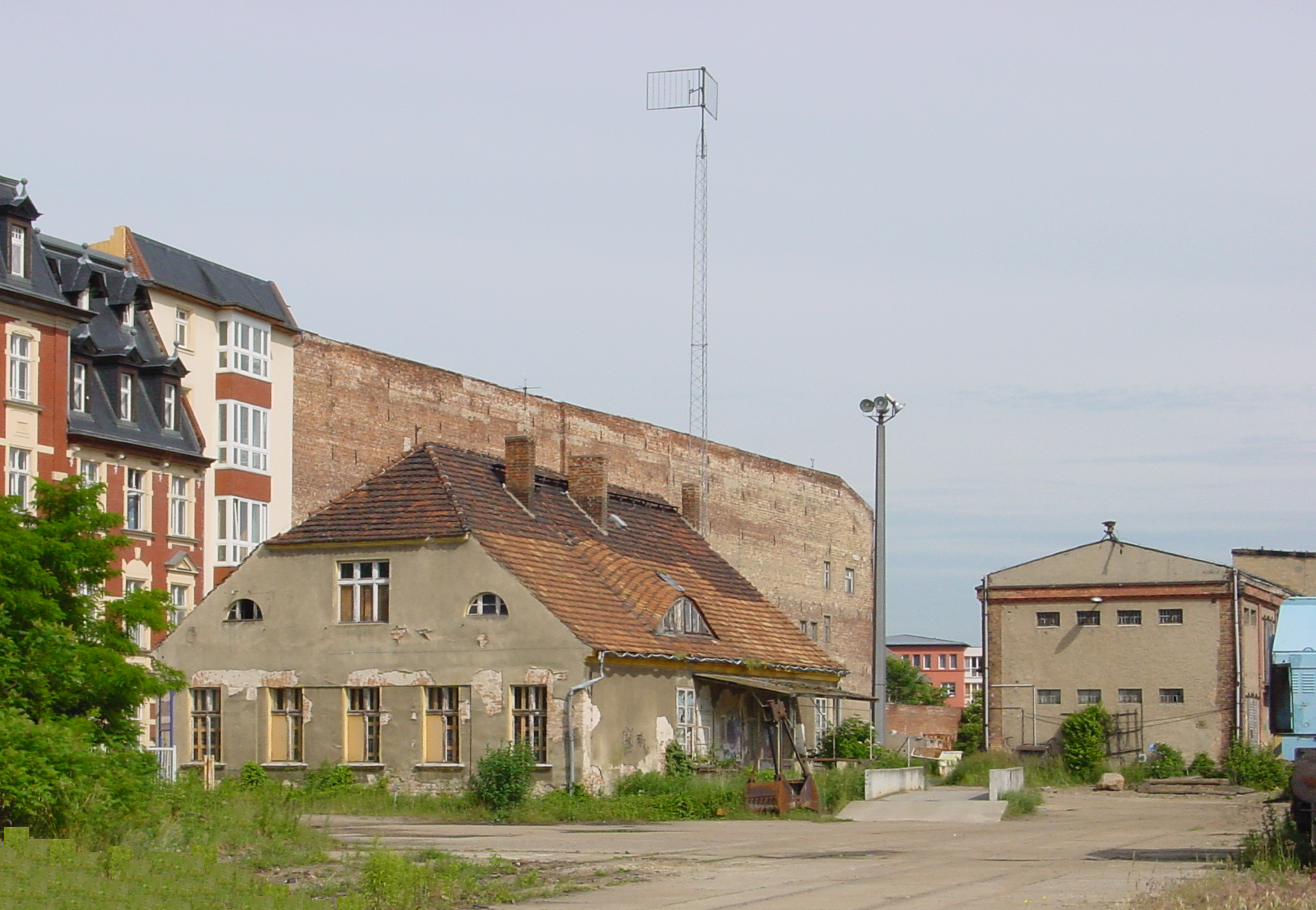
Hafenspeicher

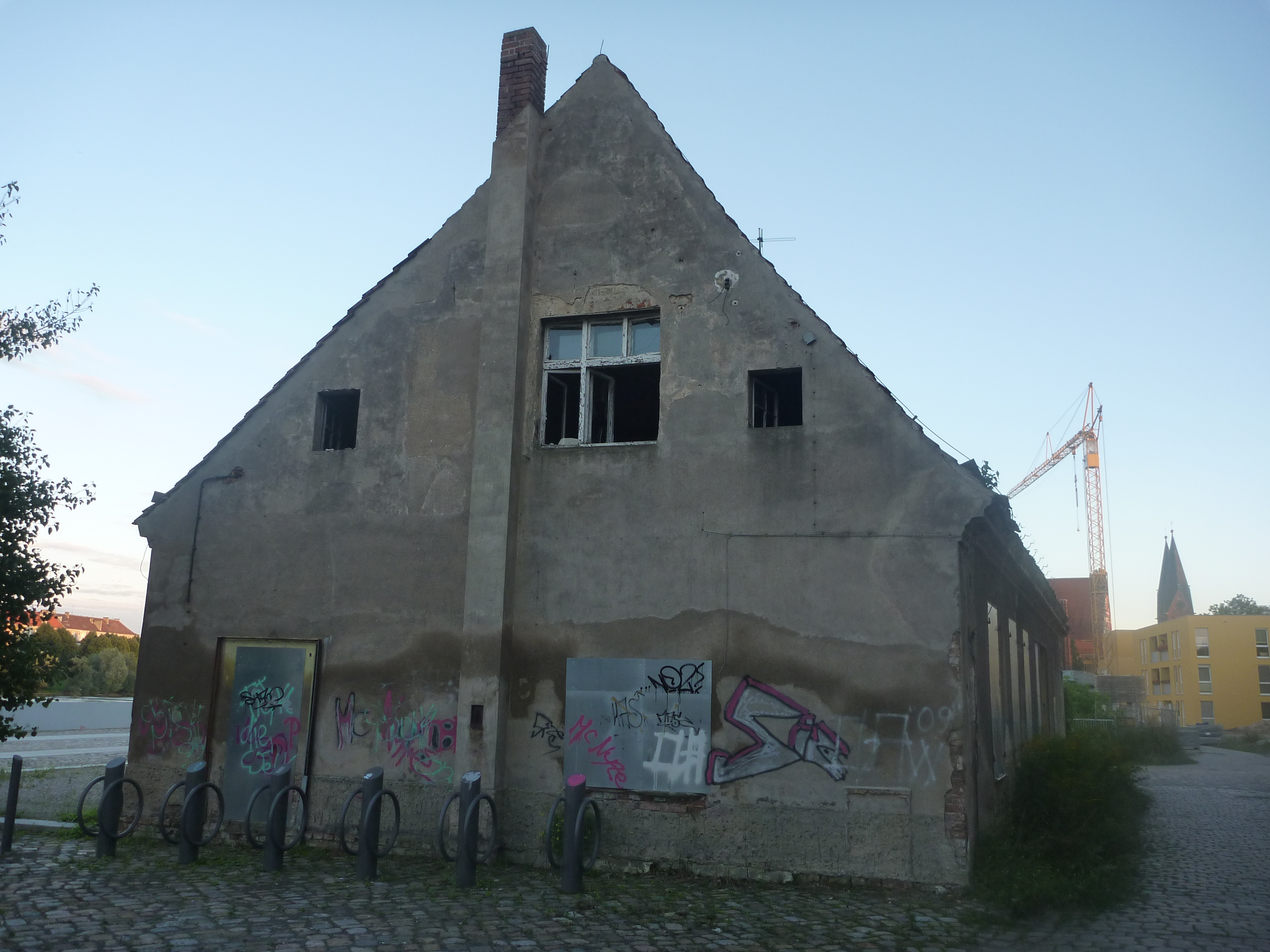
Hafenspeicher

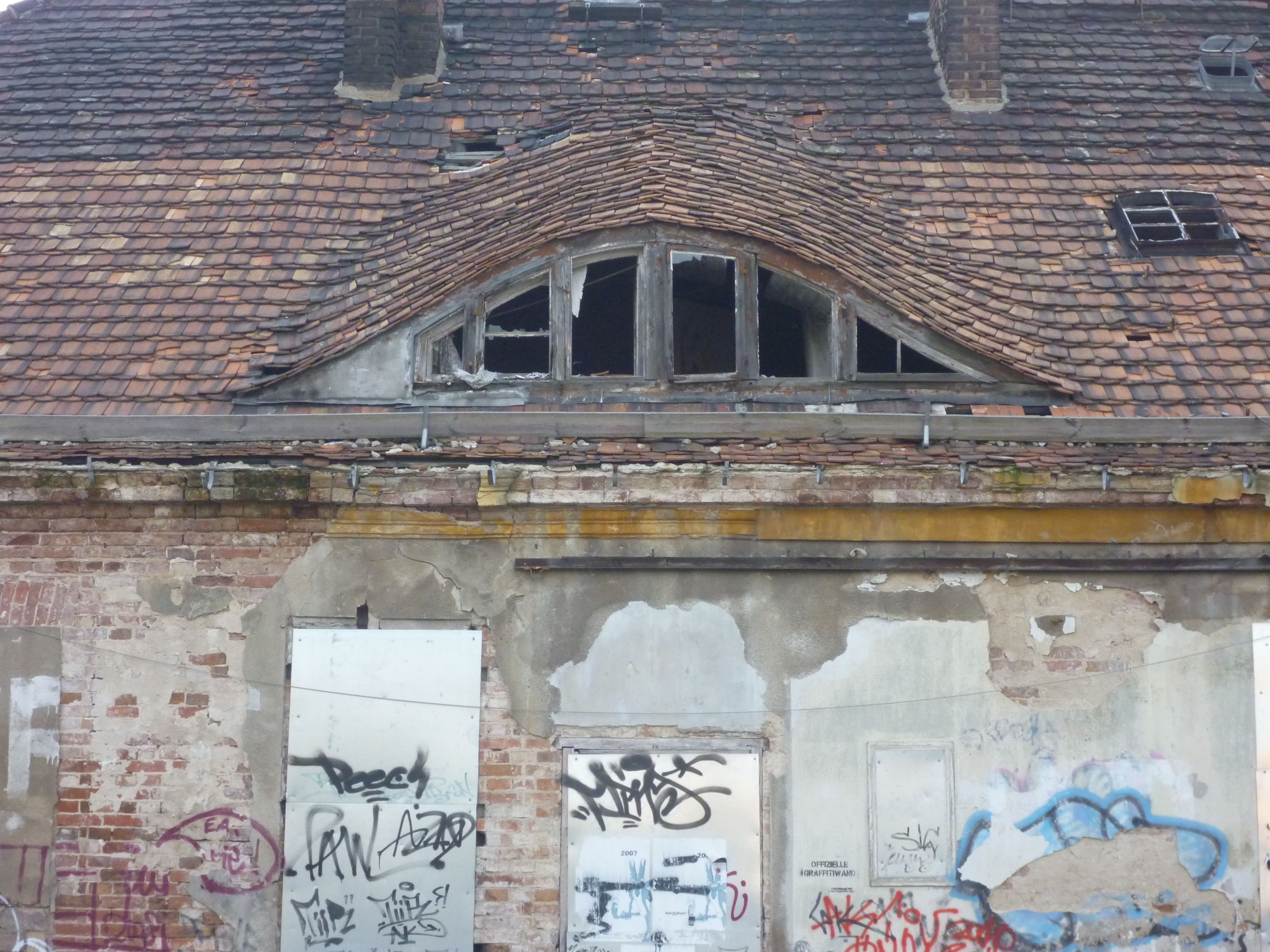
Hafenspeicher

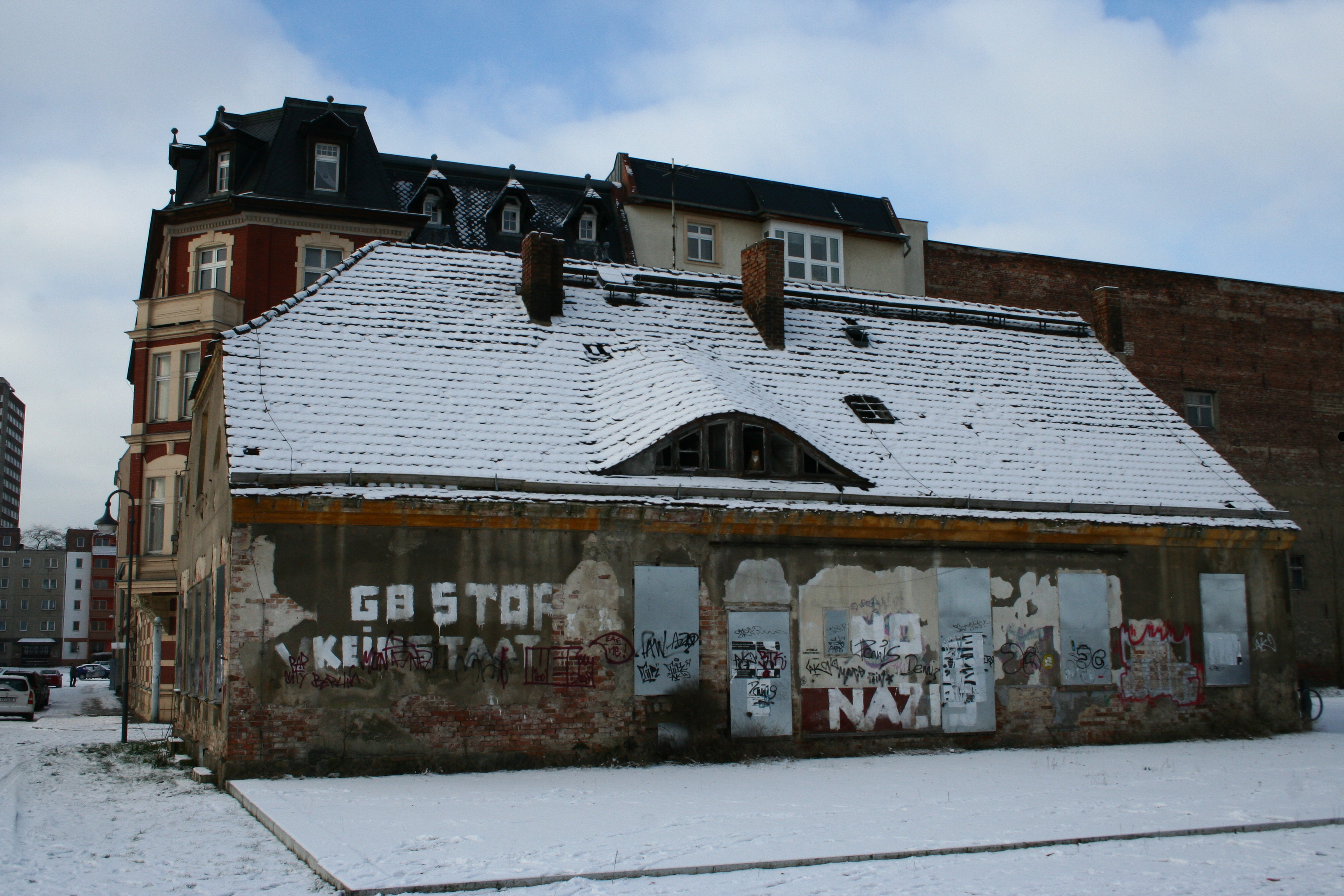
Hafenspeicher

Der Hafenspeicher war ein Gebäude in Frankfurt (Oder) und gehörte zum damaligen Hafenbereich (heute: Nördliche Oderpromenade). Es wurde 1920 errichtet und ca. 2013 abgerissen.

## Baugeschichte
Der Hafenspeicher wurde 1920/1925 direkt an der Oder in Höhe der Ziegelstraße gebaut. Die offizielle Adresse war Ziegelstraße 19a. Das Haus war massiv aus Ziegeln errichtet und hatte zwei Geschosse. Das Dach war ein Satteldach und mit den damals üblichen Biberschwänzen in der Doppeldeckung gedeckt. Im Erdgeschoss gab es vier Räume, im Obergeschoss ebenfalls. Der Keller wurde 1997 beim Oderhochwasser überschwemmt. Vermutlich stand es seit dem Zeitpunkt leer und wurde um 2013 abgerissen. Bemerkenswert waren die ungewöhnlich repräsentative Treppe und der giebelseitig asymmetrische Aufbau. Vor dem oderseitigen Gebäudeteil befand sich eine Waage.
2015 wurde an dieser Stelle eine Pension eröffnet.